# Anseris Mons

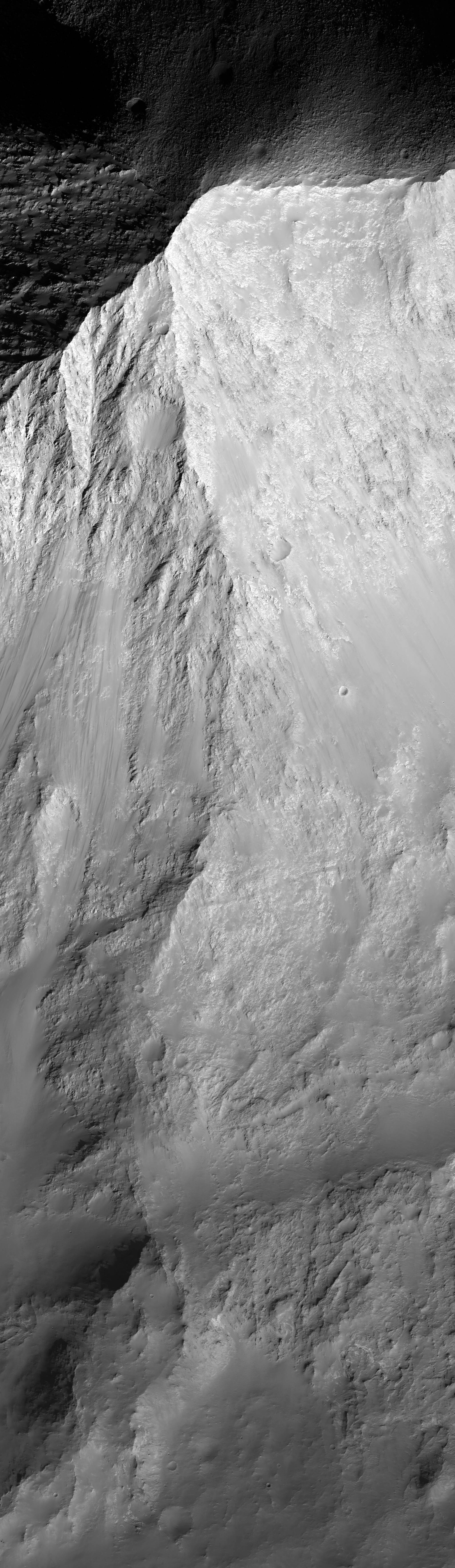
Zdjęcie północnej ściany Anseris Mons ukazujące obszary odsłoniętego podłoża, wykonane przez HiRISE. Obraz nie odzwierciedla mapy - północ znajduje się na dole w celu lepszego przedstawienia topografii. Obszar na zdjęciu ma około 1 km szerokości.

Anseris Mons – odosobniony masyw górski na południowych wyżynach Marsa, położony na północno-wschodnim skraju Hellas Planitia, na 86,65° długości wschodniej i 29,81° szerokości południowej. Góra ma 58 km średnicy i wznosi się na wysokość około 4200 m nad marsjański poziom odniesienia, czyli ok. 6200 m ponad otaczającymi ją równinami. Masyw leży na południowo-wschodniej ćwiartce kwadrantu Iapygia (MC-21), sięgając granicy przyległego kwadrantu Hellas (MC-28) na południu.
Nazwa Anseris Mons pochodzi od Anseris Fons, widzialnej przez teleskop anomalii albedo zaobserwowanej przez greckiego astronoma E. M. Antoniadiego w 1930 roku. Została ona zatwierdzona przez Międzynarodową Unię Astronomiczną (MUA) w 1991 roku.
Anseris Mons nie jest wulkanem. Z geologicznego punktu widzenia masyw jest uznawany za zerodowaną pozostałość archaicznych gór zrębowych wypiętrzonych z głębokości kilku kilometrów podczas powstawania basenu uderzeniowego Hellas w ciągu okresu silnego bombardowania. Anseris Mons jest typowym przedstawicielem górotworów (o średnicy >25 km) tworzących stosunkowo ciągły łańcuch o szerokości od 200 do 500 km wzdłuż zachodniego, północno-wschodniego, wschodniego i południowo-wschodniego brzegu basenu Hellas. Liczne z takich bloków, zwłaszcza na zachodnim brzegu, położone są koncentrycznie wokół basenu i ograniczone uskokami.
Skały tworzące Anseris Mons i inne masywy wokół Hellas zidentyfikowano jako powstałe w okresie noachijskim. Jednakże prace Herberta Freya z NASA Centrum Lotów Kosmicznych imienia Roberta H. Goddarda oparte na danych z Mars Orbital Laser Altimeter (MOLA) wskazują, że południowe wyżyny Marsa ukrywają liczne zasypane baseny uderzeniowe, starsze niż leżąca na nich widzialna powierzchnia datowana na okres noachijski. Zagłębienia te powstały przed uderzeniem, które stworzyło basen Hellas. Frey sugeruje, że ten impakt powinien wyznaczać początek okresu noachijskiego (podstawy systemu noachijskiego). Jeżeli ma rację, to podłoże skalne Anseris Mons w rzeczywistości powstało w okresie przednoachijskim, być może ponad 4,1 miliarda lat temu.
Anseris Mons silnie zerodował od czasu swojego wypiętrzenia. Zbocza góry pokrywają masywne trójkątne żleby i sąsiadujące z nimi grzebienie, które nadają jej rozległy, piramidalny kształt. Żleby powstały prawdopodobnie w wyniku ruchów masowych i procesów lodowcowych. Po południowej stronie góry występują duże cyrki z morenami i stożkami napływowymi. 